# Leo Penn
Leo Penn (Lawrence, 27 de agosto de 1921 — Los Angeles, 5 de setembro de 1998) foi um ator e diretor norte-americano.
Primeiramente foi casado com a atriz Olive Deering. Em 1958 casou com a atriz Eileen Ryan, com quem teve três filhos: Sean Penn, Chris Penn e Michael Penn.